# Estádio de Angondjé
O Estádio de Angondjé (em francês: Stade d’Angondjé) é um estádio multiuso localizado em Angondjé, região suburbana de Libreville, capital do Gabão. Inaugurado oficialmente em 10 de novembro de 2011 com a realização da partida amistosa entre as seleções do Gabão e do Brasil, que terminou com a vitória brasileira por 0–2, conta com capacidade máxima de 40 000 espectadores, constituindo-se no maior estádio do país.

## Histórico
Também conhecido como Estádio da Amizade Sino-Gabonesa (em francês: Stade de l’Amitié Sino-Gabonaise), o estádio foi construído com financiamento do governo da República Popular da China através da construtora Shangai Construction Group, responsável tanto pelo projeto arquitetônico quanto pelas obras de construção. Foi uma das sedes oficiais das edições do Campeonato Africano das Nações de 2012 e 2017, tendo abrigado as partidas de abertura e as finais de ambos os torneios, vencidas por Zâmbia e Camarões,[carece de fontes?] respectivamente.